# Alcea calverti
Alcea calverti är en malvaväxtart som först beskrevs av Pierre Edmond Boissier, och fick sitt nu gällande namn av Pierre Edmond Boissier. Alcea calverti ingår i släktet stockrosor, och familjen malvaväxter. Inga underarter finns listade i Catalogue of Life.